# Hanna Schachenmeier
Hanna Schachenmeier (geboren als Johanna Sibylle Friederike Beyer, Pseudonym Hanna Kißner; * 20. April 1894 in Frankfurt am Main; † 30. August 1985 in Karlsruhe) war eine deutsche Autorin von Kinderbüchern. Ihre von verschiedenen Künstlern illustrierten Bilderbücher erschienen zwischen 1938 und 1977 und sind noch heute beliebte Sammlerobjekte.

## Leben und Werk
Hanna Schachenmeier wurde am 20. April 1894 als Tochter des Kaufmanns Heinrich Beyer und seiner Ehefrau Sophie (geb. Kißner) in Frankfurt am Main geboren. Dort heiratete sie am 17. März 1923 den Regierungsbaurat Emil Schachenmeier (* 31. Oktober 1877 in Emmendingen; † 11. Oktober 1962 in Karlsruhe), der 1935 an der TH Karlsruhe eine Stelle als Dozent erhielt. Das Ehepaar zog in der Folge nach Karlsruhe und war dort in der Jahnstraße 12 wohnhaft. Emil Schachenmeier, der sich mit Betriebswissenschaft, genauer dem Betrieb von Bahnen, beschäftigte, wurde 1950 Honorarprofessor.
1938 erschien Hanna Schachenmeiers erstes Kinderbuch. Alle ihre Bücher und Liedtexte erschienen unter dem Namen Schachenmeier; das in den Quellen genannte Pseudonym Hanna Kißner (Kißner war der Geburtsname ihrer Mutter) ist durch keinerlei Veröffentlichungen belegt. Hanna verfasste in vierzig Jahren zehn meist gereimte Kinder- und Jugendbücher, mindestens 28 Hörspiele sowie Lyrik, die teilweise zu Kantaten und Chormusik vertont wurde, von Komponisten wie Friedrich Zipp, Robert Edler und Richard Rudolf Klein. Seit 1950 war sie Mitglied des deutschen Künstlerinnenverbandes GEDOK.
Die Kinderbücher erschienen in Kinderbuchverlagen wie Atlantis, Herbert Stuffer, Gerhard Stalling, Scholz und Pestalozzi. Die Illustrationen stammten von verschiedenen Künstlerinnen, u. a. von Emma Hübner, Marianne Scheel, Irene Schreiber und Liane Müller.
Ein frühes Meisterwerk Hanna Schachenmeiers ist das „Spielbilderbuch“ Kommt mit zum Handwerksmann!, illustriert von Marianne Scheel, das 1942 im Herbert Stuffer Verlag erschien. Es zeigt auf den ersten Blick ein nur kurzes Straßenstück; nach wiederholtem Auf- und Umklappen des einfallsreich gefalteten Bilderstreifens erstreckt sich schließlich auf 1,80 Metern ein Marktplatz voll emsigem Treiben. „Das hämmert, schneidet, sägt, klopft, knirscht, dampft, duftet nach Kuchen und Brot, nach Eisen, Leder, Wolle, Lack und Farben und will die Augen der Kinder nicht wieder loslassen.“
Hanna Schachenmeier beschrieb ihre Gegenwart, in der schon Automobile geläufig sind, aber Spielzeug noch aus Holz erzeugt wird, in diesem „erfrischende[n] Bilderbuch, das sich als unpolitisches Werk deutlich von den manipulativen Produkten jener Jahre abhob“, mit geschickten Reimen:
Der Autoschlosser –  poch poch poch –

hämmert`s Blech und flickt das Loch,

belegt die Bremse, wechselt`s Rad –

und weiter geht`s auf frohe Fahrt!

Er sägt, er raspelt, er schnitzt mit dem Messer

die Zebras, Giraffen, die feurigen Rösser

und malt mit dem Pinsel sie lustig an.

Kommt mit, kommt mit zum Spielzeugmann!
1977, als über 80-Jährige, wandte sich Hanna Schachenmeier mit ihrem letzten Buch Katti und der Aussenseiter an die reifere Jugend. Im selben Jahr erschienen noch Fünf Jahreslieder für dreistimmigen Frauenchor. Spätere Werke sind nicht nachweisbar.
Hanna Schachenmeier starb am 30. August 1985 im Alter von 91 Jahren in Karlsruhe. (In Kürschners Literaturkalender für das Jahr 1989 wurde – in Unkenntnis ihres Sterbedatums – noch ihres 95. Geburtstags gedacht.)

## Werke
[Quellen] (soweit nicht anders vermerkt).

### Kinderbücher
- Wir gehen in ein Bauernhaus. Illustrationen von Emma Hübner. 5 aufklappbare Blätter, in der Form eines Hauses. Atlantis-Verlag, Berlin 1938.
- Kommt mit zum Handwerksmann! Ein Spielbilderbuch erdacht und mit Versen versehen von Hanna Schachenmeier, gezeichnet und gemalt von Marianne Scheel. Leporello, 19,5 × 26 cm. Herbert Stuffer Verlag, Baden-Baden/Berlin 1942. [1. bis 7. Tausend]; 1944. [8. bis 17. Tausend]; Baden-Baden, 1955. [18. bis 25. Tausend]
- Rate her, rate hin, rate, rate, was ist drin?. Ein Rätselbuch. Bilder von Elsa Rosewich. [Nürnberger Bilderbücher Nr. 103]  Gerhard Stalling, Oldenburg 1944.
- Wir fahren, wir fahren, wer fährt mit? Ein Verkehrsbilderbuch. Bilder von Gottfried Eisenhut. [Stalling-Bilderbuch Nr. 112] Oldenburger Verlagshaus, Oldenburg 1950.
- Komm, wir fahren Karussell! Bilder von Irene Schreiber. [Stalling-Bilderbuch Nr. 116] Stalling, Oldenburg 1951.
- Braver Jackel. Die Geschichte von Michel und seinem Raben. Gezeichnet von Liane Müller. [Stalling-Künstlerbilderbuch Nr. 157] [Bilderbücher der Sechs] Stalling, Oldenburg/Hamburg 1964.
- Alles fliegt. Bilder von Liane Müller. Scholz, Mainz 1967.
- Bravo, Kügelchen! Bilder von Irene Schreiber. Josef Scholz Verlag, Mainz 1968. Neuauflage 1971.
- Kasperle rettet die Prinzessin. Eine abenteuerliche Geschichte. Bilder von Irene Schreiber. [Pevau-Büchlein Nr. 89] Pestalozzi-Verlag, Erlangen 1977.

### Jugendbuch
- Katti und der Aussenseiter. Fischer, Göttingen 1977, ISBN 978-3-439-77701-9.

### Sonstiges
- Das Postspiel. Spielplan für ein Würfelspiel. Herausgegeben von der Deutschen Bundespost. Illustriert von Joachim Romann. 42 × 59 cm. Circa 1950.[10]
- 28 Hörspiele. 1946–1968.[5][11]
- 1 Festspiel. 1969.[5]
- Kantatentexte und Gedichte. 1973–1978.[5]

## Vertonungen (Auswahl)
- Fröhlicher Jahrmarkt. Auf den Jahrmarkt gehen wir. Kinderkantate. Komponist Friedrich Zipp. Schott, Mainz 1961.
- Fünf Jahreslieder. Für dreistimmigen Frauenchor. Komponist Robert Edler. [Teile: Vorfrühling; Tanz im Maien; Mittsommer; Oktober; Wintermond.] Edition Tonos, Darmstadt 1977.
- Kommt mit zum Handwerksmann. Kleine Kantate. Komponist Richard Rudolf Klein.[12]
- [mit Lieselotte Holzmeister]: Die fahrenden Sänger. Kantate. Komponist Richard Rudolf Klein.[12]
- Komm, spiel mit mir. Tanzkantate für Kinder. Komponist Richard Rudolf Klein.[12]
- Tolle Tage bei Maler Malermann. Singspiel 1977.[5]